# Duas Estradas
Duas Estradas é um município brasileiro do estado da Paraíba, localizado na Região Geográfica Imediata de Guarabira. De acordo com o IBGE (Instituto Brasileiro de Geografia e Estatística), no ano de 2010 sua população era estimada em 3 640 habitantes. Área territorial de 26 km².

## História
O industrial Antonio José da Costa é considerado o fundador de Duas Estradas, em 1903 e por isso foi chamada anteriormente de Vila Costa. A denominação atual originou-se do cruzamento das duas estradas no local, a ferroviária e a rodoviária. Na propriedade do senhor Antônio José da Costa existia um beneficiamento de algodão que empregava dezenas de pessoas. Ao redor da fábrica foram construídas muitas casas para abrigarem os funcionários e daí formou-se o núcleo habitacional. Em 1919 foi construída a primeira capela do lugar, dedicada ao Sagrado Coração de Jesus.
O distrito de Duas Estradas foi criado pela lei estadual 520, de 31 de dezembro de 1943, subordinado ao município de Caiçara (Paraíba). Pela lei estadual 1962, de 21 de janeiro de 1959, o distrito passa a ser subordinado ao município de Serra da Raiz. A emancipação ocorreu com a lei estadual 2658, de 22 de dezembro de 1961 e o município foi instalado em 30 de dezembro de 1961, constituído dos distritos de Duas Estradas e Sertãozinho. Em 1996, o distrito de Sertãozinho foi emancipado e atualmente o município consiste do distrito sede.

## Geografia
O município está inserido na unidade geoambiental da Depressão Sublitorânea. O clima é As' quente e úmido com chuvas de outono-inverno.
A vegetação Predominante no Município é Savana-estépica com atividades agrárias e trechos de Savana-Estépica Florestada.
O município está nos domínios da Bacia hidrográfica do rio Camaratuba e tem como principais tributários o Rio Guabiraba e os riachos Camaratuba e Salgado, todos de regime intermitente.
| Dados climatológicos para Duas Estradas | Dados climatológicos para Duas Estradas | Dados climatológicos para Duas Estradas | Dados climatológicos para Duas Estradas | Dados climatológicos para Duas Estradas | Dados climatológicos para Duas Estradas | Dados climatológicos para Duas Estradas | Dados climatológicos para Duas Estradas | Dados climatológicos para Duas Estradas | Dados climatológicos para Duas Estradas | Dados climatológicos para Duas Estradas | Dados climatológicos para Duas Estradas | Dados climatológicos para Duas Estradas | Dados climatológicos para Duas Estradas |
| Mês                                     | Jan                                     | Fev                                     | Mar                                     | Abr                                     | Mai                                     | Jun                                     | Jul                                     | Ago                                     | Set                                     | Out                                     | Nov                                     | Dez                                     | Ano                                     |
| --------------------------------------- | --------------------------------------- | --------------------------------------- | --------------------------------------- | --------------------------------------- | --------------------------------------- | --------------------------------------- | --------------------------------------- | --------------------------------------- | --------------------------------------- | --------------------------------------- | --------------------------------------- | --------------------------------------- | --------------------------------------- |
| Temperatura máxima média (°C)           | 31                                      | 31                                      | 30                                      | 29                                      | 29                                      | 27                                      | 26                                      | 27                                      | 29                                      | 30                                      | 31                                      | 31                                      | 29,2                                    |
| Temperatura média (°C)                  | 26,5                                    | 27                                      | 26,5                                    | 25,5                                    | 25,5                                    | 24                                      | 23,5                                    | 23,5                                    | 25                                      | 25,5                                    | 26,5                                    | 26,5                                    | 25,4                                    |
| Temperatura mínima média (°C)           | 22                                      | 23                                      | 23                                      | 22                                      | 22                                      | 21                                      | 21                                      | 20                                      | 21                                      | 21                                      | 22                                      | 22                                      | 21,6                                    |
| Precipitação (mm)                       | 64                                      | 83                                      | 136                                     | 155                                     | 142                                     | 172                                     | 132                                     | 86                                      | 43                                      | 18                                      | 20                                      | 26                                      | 1077                                    |